# Inha Babakova
Inha Al'vidosivna Butkus coniugata Babakova (in ucraino Інга Альвідосівна Буткус-Бабакова?, in russo Инга Альвидасовна Буткус-Бабакова?, Inga Al'vidasovna Butkus-Babakova; Aşgabat, 27 giugno 1967) è un'ex altista ucraina, fino al 1991 sovietica, vincitrice della medaglia di bronzo ai Giochi olimpici di Atlanta nel 1996.

## Biografia
Alle Olimpiadi del 1996 giunse nella gara di salto in alto al terzo posto, dietro alla bulgara Stefka Kostadinova (medaglia d'oro) e a Níki Bakoyiánni (medaglia d'argento). Alle successive Olimpiadi di Sydney giunse quinta nella stessa competizione.

## Record nazionali

### Seniores
- Salto in alto: 2,05 m ( Tokyo, 15 settembre 1995)

## Palmarès
| Anno                                     | Manifestazione  | Sede       | Evento        | Risultato | Prestazione | Note             |
| ---------------------------------------- | --------------- | ---------- | ------------- | --------- | ----------- | ---------------- |
| In rappresentanza dell' Unione Sovietica |                 |            |               |           |             |                  |
| 1991                                     | Mondiali        | Tokyo      | Salto in alto | Bronzo    | 1,96 m      |                  |
| In rappresentanza dell' Ucraina          |                 |            |               |           |             |                  |
| 1993                                     | Mondiali indoor | Toronto    | Salto in alto | Bronzo    | 2,00 m      |                  |
| 1995                                     | Mondiali        | Göteborg   | Salto in alto | Bronzo    | 1,99 m      |                  |
| 1996                                     | Giochi olimpici | Atlanta    | Salto in alto | Bronzo    | 2,01 m      |                  |
| 1997                                     | Mondiali indoor | Parigi     | Salto in alto | Argento   | 2,00 m      | Record nazionale |
| 1997                                     | Mondiali        | Atene      | Salto in alto | Argento   | 1,96 m      |                  |
| 1999                                     | Mondiali        | Siviglia   | Salto in alto | Oro       | 1,99 m      |                  |
| 2000                                     | Giochi olimpici | Sydney     | Salto in alto | 5ª        | 1,96 m      |                  |
| 2001                                     | Mondiali indoor | Lisbona    | Salto in alto | Argento   | 2,00 m      |                  |
| 2001                                     | Mondiali        | Edmonton   | Salto in alto | Argento   | 2,00 m      |                  |
| 2003                                     | Mondiali indoor | Birmingham | Salto in alto | 8ª        | 1,92 m      |                  |
| 2003                                     | Mondiali        | Parigi     | Salto in alto | 15ª       | 1,88 m      |                  |
| 2004                                     | Giochi olimpici | Atene      | Salto in alto | 9ª        | 1,93 m      |                  |

## Altre competizioni internazionali
1995
- Oro alle IAAF Grand Prix Final ( Monaco), salto in alto - 2,03 m

1997
- Oro alle IAAF Grand Prix Final ( Fukuoka), salto in alto - 2,02 m

1999
- Argento alle IAAF Grand Prix Final ( Monaco di Baviera), salto in alto - 1,96 m

2001
- Argento alle IAAF Grand Prix Final ( Melbourne), salto in alto - 1,96 m

2003
- 5ª alle IAAF World Athletics Final ( Monaco), salto in alto - 1,96 m

2004
- 4ª alle IAAF World Athletics Final ( Monaco), salto in alto - 1,95 m